# Mülldeponie Zepzig
Die Mülldeponie Zepzig ist eine stillgelegte Mülldeponie etwa 500 Meter westlich des Vorwerks Zepzig am südlichen Stadtrand von Bernburg. Die Aufschüttung ist begrünt.
Ein am 8. November 1969 entstandener Tagesbruch wies zum Zeitpunkt seiner Entstehung einen maximalen Durchmesser von ca. 100 Meter und eine Tiefe von ca. 40 Meter auf. Ursache dafür war ein altes, im November 1967 stillgelegtes Steinsalzbergwerk (Friedenshall/Solvayhall), in das Grundwasser eingedrungen war und nun das Salz weglaugte. Er lief im Nachgang mit Grundwasser voll und bildet heute einen See. Dieser und weitere, kleinere Tagesbrüche in diesem Raum in der Folgezeit führten dazu, dass die damalige Fernverkehrsstraße F71 (heute Landesstraße L50) um rund 400 Meter verlegt wurde und den Bereich einschließlich der Mülldeponie im Westen umging. 
Ein Kind entdeckte Ende März 2010 inmitten der Deponie das Loch von Bernburg, einen neuerlichen Tagesbruch, der einen Durchmesser von 30 Metern und etwa 40 Meter Tiefe aufweist. Ursache waren erneut Hohlräume aus dem aufgelassenen Kalibergbau. Die Eltern des Kindes informierten daraufhin das Ordnungsamt von Bernburg. Die L50 in Richtung Peißen wurde am 31. März 2010 vorläufig und im September 2010 endgültig gesperrt. Sie wurde bis 2013 neu gebaut und wird seither noch weiter westlich auf dem Sicherheitspfeiler zwischen den Schächten Friedenshall und Gröna in rund einem Kilometer Abstand geführt.